# Гибсон (Северна Каролина)
Гибсон (енгл. Gibson) град је у америчкој савезној држави Северна Каролина.

## Демографија
По попису из 2010. године број становника је 540, што је 44 (-7,5%) становника мање него 2000. године.
| Група             | 2000.       | 2010.       |
| Белци             | 289 (49,5%) | 203 (37,6%) |
| Афроамериканци    | 246 (42,1%) | 252 (46,7%) |
| Азијати           | 0 (0,0%)    | 6 (1,1%)    |
| Хиспаноамериканци | 5 (0,9%)    | 7 (1,3%)    |
| Укупно            | 584         | 540         |